# Joseph Anton Stadler
Joseph Anton Stadler, häufig auch Josef Anton Stadler, (* 9. Februar 1661 in Rothenthurm; † 17. September 1708 in Schwyz) war ein Schweizer Politiker und Oppositionsführer.

## Leben
Stadler war Sohn des Schwyzer Ratsherrn und Wirts Mathias Stadler. Von 1678 bis 1682 besuchte er als Novize die Klosterschule des Klosters St. Gallen. Er wurde 1686 Lehenvogt am Hof des Fürstabts von St. Gallen. Diese Stellung hatte er allerdings nur bis 1688 inne. Er verlor seine Stellung, da er einem seiner Brüder bei der Entführung einer wohlhabenden Frau half. Stadler kehrte daraufhin in seine Heimat zurück und übernahm das Wirtshaus seines Vaters in Rothenthurm.
Stadler wurde 1689 zum Schwyzer Ratsherr und 1694 zum Landvogt in Uznach gewählt. In dieser Funktion förderte er die Hexenverfolgung. Ausserdem bemühte er sich 1700 um den Bau einer neuen Kirche in Rothenthurm. Im Toggenburgerhandel schlug er sich auf die Seite der Bevölkerung und trat in Opposition zur Aristokratie. Er wurde Wortführer der Schwyzer Opposition gegen das aristokratische Regime. Es bildete sich die Stadler-Partei, zu deren Vorgehen es gehörte, Entscheidungen auch mit Volksentscheiden herbeizuführen. Seine Wirkungszeit von 1699 bis 1708 wird mitunter auch Stadlerhandel genannt. Zu den intellektuellen Köpfen der Bewegung gehörte Stadlers Bruder Chrysostomos Stadler, der Theologieprofessor und Pater im Kloster Einsiedeln war.
Stadler hatte von 1704 bis 1706 das Amt des Landvogts der Vogtei Rheintal inne. In dieser Zeit entglitt ihm die Meinungsführerschaft in Schwyz. Als der Konflikt durch das Einmischen der Zürcher  zusätzlich konfessionalisiert wurde, kippte die Stimmung gegen Stadler. Schliesslich kam es 1708 zu seiner Verhaftung. Er wurde anschliessend gefoltert und am 17. September 1708 wegen Störung des allgemeinen Friedens, Fälschung von Landsprotokollen und Treulosigkeit als Abgesandter zum Tode verurteilt und noch am selben Tag enthauptet. Er wurde dadurch zum Märtyrer der demokratischen Bewegung und bis 1750 pilgerten Anhänger dieser Bewegung zu seiner Grabstätte. Seine Verurteilung wird heute mitunter als Justizmord eingeordnet. in diesem Zuge wurde auch der Politiker Franz Xaver von Weber bestraft. Er konnte sich jedoch politisch rehabilitieren.
Die Schrift Copia der Land-Rechts-Brieffen, So beyde Hochlöbliche Orth Schweitz und Glarus Mit und von wegen der Graffschafft Toggenburg haben, Sambt etwas Zusatzes nach jetziger dero Beschaffenheit von 1703 wird Stadler zugeschrieben.